# Cassia hippophallus
Cassia hippophallus är en ärtväxtart som beskrevs av René Paul Raymond Capuron. Cassia hippophallus ingår i släktet Cassia och familjen ärtväxter. Inga underarter finns listade i Catalogue of Life.